# Balfour Stewart
Balfour Stewart, škotski fizik, * 1. november 1828, Edinburgh, Škotska, † 19. december 1887, Ballymagarvey, Balrath, grofija Meath, Irska.
Stewart je kot asistent J. D. Forbsa deloval na Univerzi v Edinburghu. Raziskoval je na področju termodinamike, meteorologije in zemeljskega magnetizma.

## Priznanja

### Nagrade
Za svoje raziskave toplotnega sevanja je Stewart leta 1868 prejel Rumfordovo medaljo Kraljeve družbe.
1. 1 2  data.bnf.fr: platforma za odprte podatke — 2011.
2. 1 2  Encyclopædia Britannica